# Tulipán László
Tulipán László (Ungvár, 1943. december 31. – Budapest, 2007. július 25.) grafikus- és festőművész.

## Életpályája
1963–1968 között végzett a Magyar Képzőművészeti Főiskola festő szakán, ahol Barcsay Jenő és Kádár György tanítványa volt. 1969-től szerepelt csoportos kiállításokon. 1976-tól volt önálló kiállítása.

### Munkássága
Rajzainak, rézkarcainak felfogása részletező, finoman kidolgozott. Lapjainak színhatását sokszor egy-egy alapszín, pl. zöld használata uralja. Rajzainak zöme a múlt eseményeiből indult ki, a történelmi örökség újraértelmezését célozta meg. Ábrázolásmódja a németalföldiek részletes stílusát követte, de elbeszélő hangvétele némi szürrealista ízzel párosult.

## Művei
- Cigányok
- Csónak
- Este
- Éjjel
- Falusi búcsú
- Gitáros
- Illusztráció
- Karaván
- Kivi illusztráció
- Emlék
- Pár
- Táj figurákkal
- Tanya
- Tavasz
- Trója
- Presszó (1976)
- Flamenco (1984)

## Kiállításai

### Egyéni
- 1976 Budapest

### Válogatott, csoportos
- 1972 Budapest
- 1976 Frankfurt
- 1977 San Francisco
- 1978 Buenos Aires, Seattle
- 1980 London

## Díjai
- Derkovits Gyula képzőművészeti ösztöndíj (1972-1975)
- Hommage à Dózsa, II. díj (1972)
- Csillag Albert-díj (1988)